# Jean-Charles Tacchella
Pour les articles homonymes, voir Tacchella.
Jean-Charles Tacchella, né le 23 septembre 1925 à Cherbourg (Manche) et mort le 29 août 2024 à Versailles (Yvelines), est un scénariste et réalisateur français.

## Biographie
Fils d'un agent maritime d'origine génoise (Italie), Jean-Charles Tacchella fait ses études à Marseille où, très jeune, il se passionne pour le cinéma. À la Libération, il part pour Paris et, à 19 ans, entre à la revue L'Écran français. Les plus grands réalisateurs y collaborent alors : Jean Renoir, Jacques Becker, Jean Grémillon, entre autres. Il y fait la connaissance d'André Bazin, de sept ans son aîné, de Nino Frank, Roger Leenhardt, Roger Thérond, Alexandre Astruc.
Il devient l'ami d'Erich von Stroheim, d'Anna Magnani, de Vittorio De Sica et crée avec Henri Colpi un mensuel, Ciné Digest.
En 1948, Tacchella fonde avec André Bazin, Jacques Doniol-Valcroze, Alexandre Astruc, Claude Mauriac, René Clément et Pierre Kast, un ciné-club d'avant-garde « Objectif 49 », dont le président est Jean Cocteau. Ce ciné-club, qui devait être le berceau de la Nouvelle Vague, organise le Festival du Film Maudit, à Biarritz en 1949 — le premier festival du film d'auteur. Cette année-là, Tacchella est engagé comme gagman par le producteur Pierre Braunberger. Il commence à travailler anonymement à des scénarios, notamment Demain il sera trop tard de Léonide Moguy avec Vittorio De Sica. Il collabore également à la télévision alors naissante, en imaginant la première émission à laquelle participe le public. Puis il abandonne le journalisme.
Marié en 1950 avec Liliane Maigné (1928-2004), comédienne, il a deux fils de cette union : Xavier Tacchella (1951-2013), auteur, et Bertrand Tacchella (1954-2018), peintre. Le couple divorce en 1956. Il se remarie avec Ginette Mathieu. 
Yves Ciampi fait appel à lui pour écrire des films : Les héros sont fatigués, Typhon sur Nagasaki, entre autres.
De 1955 à 1962, il signe une vingtaine de scénarios, dont La loi, c'est la loi de Christian-Jaque, Voulez-vous danser avec moi ? de Michel Boisrond, Le Voleur du Tibidabo de Maurice Ronet, La Longue Marche d'Alexandre Astruc, entre autres. Avec Gérard Oury, il écrit plusieurs scénarios, notamment celui de Le crime ne paie pas et la première version de La Grande Vadrouille. Son film préféré de cette période est Les Honneurs de la guerre de Jean Dewever.
Au début des années 1960, Tacchella interrompt sa carrière de scénariste et prépare des projets de films qu'il veut réaliser lui-même. Plusieurs de ces projets échouent et ce n'est qu'en 1969 qu'il tourne son premier film en tant que réalisateur, Les Derniers Hivers, film de 23 minutes avec trente acteurs. En même temps, il se passionne pour de nouvelles expériences : feuilletoniste à la télévision (en 1965-66), il écrit quarante heures de télévision, parmi lesquelles le populaire Vive la vie. Il devient aussi auteur de théâtre (trois de ses pièces sont jouées au théâtre Mouffetard). Mais Les Derniers Hivers impose Tacchella comme réalisateur.
Deux ans plus tard, il tourne son premier long métrage, Voyage en Grande Tartarie, une œuvre assez sombre mettant en vedette Jean-Luc Bideau et l'actrice québécoise Micheline Lanctôt.
Tacchella change de registre avec son second film Cousin, Cousine, une comédie douce-amère dans laquelle on retrouve Victor Lanoux, Marie-Christine Barrault et Marie-France Pisier. Le film est non seulement un des grands succès de l'année en France, mais il conquiert également le grand public américain de manière spectaculaire. En témoigne le fait, peu banal pour un film français, que Cousin, Cousine décroche trois nominations aux Oscars (meilleur film étranger, scénario et actrice pour Marie-Christine Barrault) et fera l'objet d'un remake par Joel Schumacher en 1989. Il faudra attendre Le Fabuleux Destin d'Amélie Poulain, vingt-cinq ans plus tard, pour y voir battus ses records d'un film français.
Les films suivants de Tacchella se situent dans un esprit analogue à Cousin, Cousine, sans nécessairement obtenir le même niveau de popularité : Le Pays bleu avec Brigitte Fossey, Il y a longtemps que je t'aime avec Marie Dubois et Jean Carmet, Croque la vie avec à nouveau Brigitte Fossey ainsi que Bernard Giraudeau et Carole Laure.
En 1984, les habitants de son Escalier C, tiré du livre éponyme d'Elvire Murail, font du film le témoignage d'une époque, d'une génération et d'une façon de vivre, tout en s'inscrivant dans la tradition du cinéma français (les habitants de l'immeuble où se déroule Le Crime de monsieur Lange). Le héros du film, Forster Lafont (interprété par Robin Renucci, nommé aux Cesars 1986 pour ce rôle), est emblématique des personnages en quête de sens des films des années 1980.
Il est membre du conseil d'administration de la Cinémathèque française à partir de 1981, puis en devient président en 2001 et président d'honneur en 2003.
Jean-Charles Tacchella meurt durant son sommeil le 29 août 2024 à l'âge de 98 ans, à son domicile de Versailles,. Il est inhumé au cimetière de Roussillon (Vaucluse).

## Filmographie

### Comme scénariste
- 1955 : Les héros sont fatigués de Yves Ciampi
- 1957 : Typhon sur Nagasaki de Yves Ciampi
- 1958 : La loi, c'est la loi de Christian-Jaque
- 1959 : Croquemitoufle de Claude Barma
- 1960 : Les Honneurs de la guerre de Jean Dewever
- 1961 : Le crime ne paie pas de Gérard Oury
- 1964 : Le Gros Coup de Jean Valère
- 1964 : Le Voleur du Tibidabo de Maurice Ronet
- 1966 : La Longue Marche de Alexandre Astruc
- 1970 : Les Jambes en l'air de Jean Dewever
- 1975 : Cousin, Cousine (Prix Louis-Delluc[9])
- 1981 : Croque la vie
- 1984 : Escalier C
- 1987 : Travelling avant
- 1989 : Cousins de Joel Schumacher, d'après Cousin, Cousine
- 1990 : Dames galantes
- 1992 : L'Homme de ma vie
- 1994 : Tous les jours dimanche
- 2000 : Les Gens qui s'aiment

### Comme réalisateur

#### Courts métrages
- 1970 : Les Derniers Hivers
- 1972 : Une Belle Journée

#### Longs métrages
- 1973 : Voyage en Grande Tartarie
- 1975 : Cousin, Cousine
- 1977 : Le Pays bleu
- 1979 : Il y a longtemps que je t'aime
- 1981 : Croque la vie
- 1985 : Escalier C
- 1987 : Travelling avant
- 1990 : Dames galantes
- 1992 : L'Homme de ma vie
- 1994 : Tous les jours dimanche
- 2000 : Les Gens qui s'aiment

#### Télévision
- 1987 : Cour d'assises (L'Heure Simenon, Saison 1, Épisode 2)
- 2010 : Contes et nouvelles du XIXe siècle : L'Écornifleur

## Distinctions
- Prix Jean-Vigo du court métrage 1971 pour Les Derniers Hivers
- Prix Louis-Delluc en 1975 pour Cousin, Cousine
- Césars 1976 : nomination au César du meilleur scénario original ou adaptation pour Cousin, Cousine
- Césars 1976 : nomination au César du meilleur film pour Cousin, Cousine
- Oscars 1976 : nomination à l'Oscar du meilleur scénario original pour Cousin, Cousine (avec Danièle Thompson, adaptation)
- Coquille d'argent du meilleur réalisateur en 1976 pour Cousin, Cousine

## Ouvrages
- Avec Roger Thérond, Les Années éblouissantes. Le cinéma qu’on aime, 1945-1952, éd. Filipacchi, 1988.
- Mémoires, éditions Séguier, 2017  (ISBN 9782840497271).